# Giovanni Battista Zeno

Stemma della famiglia Zeno

Giovanni Battista Zeno (o Zen) (Venezia, 1439/1440 – Padova, 8 maggio 1501) è stato un cardinale italiano, noto anche come "il cardinale di Vicenza".

## Biografia
Proveniente dalla famiglia Zen, una delle più nobili di Venezia, nacque da Nicolò Zeno ed Elisabetta Barbo, nipote di papa Eugenio IV e sorella di papa Paolo II. Era inoltre cugino del cardinale Giovanni Michiel. Studiò presso l'Università di Padova e divenne canonico della basilica di San Pietro in Vaticano e fu nominato protonotario apostolico. Fu abate commendatario dell'Abbazia di Santo Stefano a Carrara Santo Stefano, nella diocesi di Padova, e dell'Abbazia di Mozza, nella diocesi dell'Aquila.
Suo zio, papa Paolo II lo creò cardinale nel concistoro del 21 novembre 1468. Nel 1470 fu nominato vescovo di Vicenza e ricevette molti benefici da suo zio. Nel 1477 fu nominato legato a latere a Venezia. Fu legato a Perugia e all'Umbria durante il pontificato di papa Sisto IV. Fu camerlengo del Collegio cardinalizio nel 1480. Fece costruire e restaurare diverse chiese a Roma, Verona e Cremona. Conoscendo bene la spregiudicatezza di papa Alessandro VI, il 2 gennaio 1492 rassegnò la commenda dell'abbazia cistercense di Rueda, nei pressi di Huesca, e si ritirò a Padova.
Partecipò al conclave del 1471 nel quale fu eletto papa Sisto IV, al conclave del 1484 nel quale fu eletto papa Innocenzo VIII e al conclave del 1492 nel quale fu eletto papa Alessandro VI.

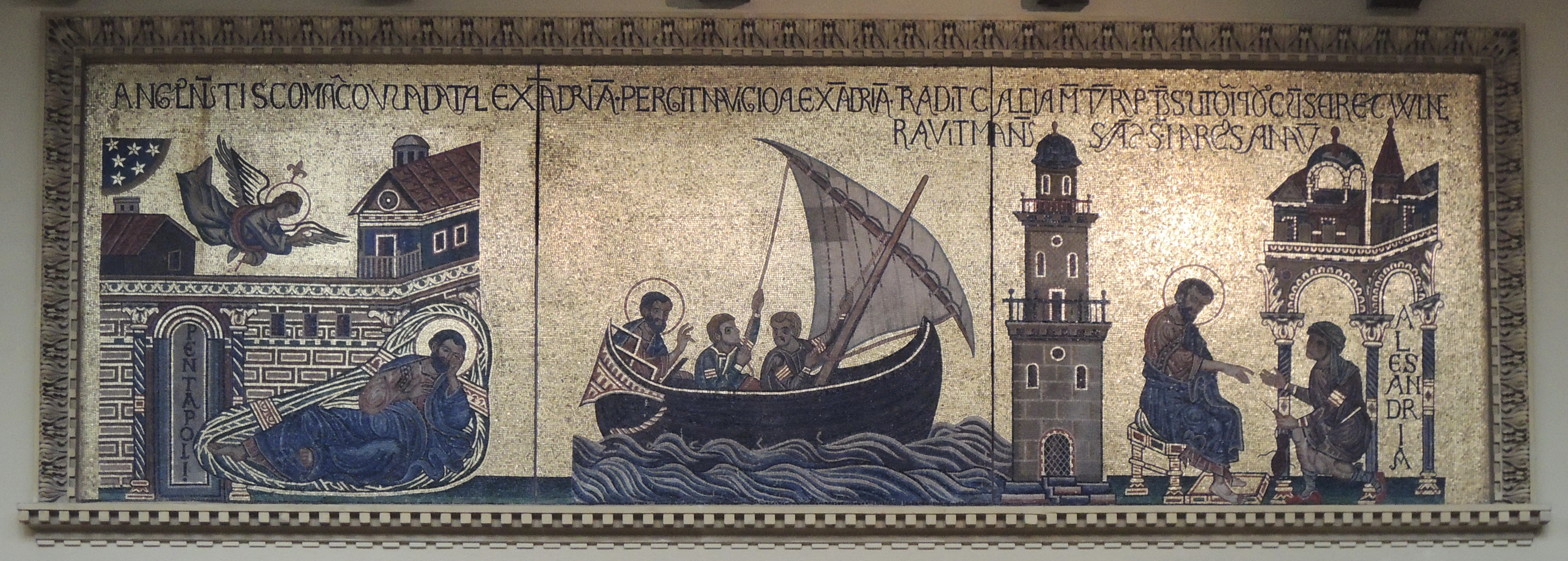

Morì a Padova, molto probabilmente avvelenato. Il corpo fu portato a Venezia e sepolto nella basilica di San Marco. Lasciò 200.000 ducati alla Serenissima Repubblica a condizione che ogni anno si celebrasse una solenne messa per la sua anima; lasciò inoltre 50.000 scudi per opere di bene. Nel 1506 la Repubblica concesse la costruzione della cappella Zen in basilica per onorarne la memoria.

## Successione apostolica
La successione apostolica è:
- Arcivescovo Giovanni Paternò, O.S.B. (1479)